# Tournoi de clôture du championnat du Chili de football 2012
Navigation
Tournoi précédent Tournoi suivant
Le tournoi de clôture de la saison 2012 du Championnat du Chili de football est le second tournoi de la quatre-vingtième édition du championnat de première division au Chili. 
La saison sportive est scindée en deux tournois saisonniers, Ouverture et Clôture, qui décerne chacun un titre de champion. Le fonctionnement de chaque tournoi est le même; une première phase voit les équipes regroupées au sein d'une poule unique où elles affrontent les autres équipes une seule fois, les huit premiers se qualifient pour la seconde phase, jouée en matchs à élimination directe. Le vainqueur du tournoi de Clôture se qualifie pour la Copa Libertadores 2013.
C'est le Club Deportivo Huachipato qui remporte le tournoi après avoir battu en finale l'Unión Española. C'est le second titre de champion du Chili de l'histoire du club après celui remporté en 1974.

## Les clubs participants
| - Colo Colo - CD Universidad Católica - CF Universidad de Chile - Municipal Iquique - Union La Calera - Club de Deportes Cobreloa - Club Deportivo Huachipato - Club Deportivo O'Higgins - Club de Deportes Antofagasta | - Union San Felipe - Club de Deportes Cobresal - Unión Española - Audax Italiano - Deportes La Serena - Club Deportivo Palestino - CSD Rangers - CD Universidad de Concepción - Santiago Wanderers |

## Compétition
Le barème utilisé pour établir le classement est le suivant :
- Victoire : 3 points
- Match nul : 1 point
- Défaite : 0 point

### Première phase

#### Classement
Seuls les huit premiers se qualifient pour la seconde phase.
| Rang | Équipe                       | Pts | J  | G | N | P | Bp | Bc | Diff |
| ---- | ---------------------------- | --- | -- | - | - | - | -- | -- | ---- |
| 1    | Colo Colo                    | 33  | 17 | 9 | 6 | 2 | 32 | 14 | +18  |
| 2    | CF Universidad de ChileT     | 33  | 17 | 9 | 6 | 2 | 32 | 20 | +12  |
| 3    | Club Deportivo Palestino     | 30  | 17 | 9 | 3 | 5 | 22 | 18 | +4   |
| 4    | Municipal Iquique            | 30  | 17 | 9 | 3 | 5 | 24 | 27 | -3   |
| 5    | CSD Rangers                  | 30  | 17 | 8 | 6 | 3 | 27 | 19 | +8   |
| 6    | Club Deportivo Huachipato    | 25  | 17 | 7 | 4 | 6 | 23 | 21 | +2   |
| 7    | Unión Española               | 24  | 17 | 7 | 3 | 7 | 28 | 27 | +1   |
| 8    | Audax Italiano               | 23  | 17 | 6 | 5 | 6 | 29 | 26 | +3   |
| 9    | CD Universidad Católica      | 23  | 17 | 6 | 5 | 6 | 24 | 23 | +1   |
| 10   | Club de Deportes Cobresal    | 22  | 17 | 5 | 7 | 5 | 22 | 24 | -2   |
| 11   | Unión San Felipe             | 21  | 17 | 6 | 3 | 8 | 19 | 21 | -2   |
| 12   | Club de Deportes Cobreloa    | 20  | 17 | 6 | 2 | 9 | 23 | 24 | -1   |
| 13   | Club de Deportes Antofagasta | 20  | 17 | 6 | 2 | 9 | 26 | 29 | -3   |
| 14   | Club Deportivo O'Higgins     | 20  | 17 | 5 | 5 | 7 | 22 | 27 | -5   |
| 15   | Santiago Wanderers           | 19  | 17 | 4 | 7 | 6 | 27 | 28 | -1   |
| 16   | CD Universidad de Concepción | 15  | 17 | 3 | 6 | 8 | 17 | 28 | -11  |
| 17   | Unión La Calera              | 15  | 17 | 2 | 9 | 6 | 11 | 18 | -7   |
| 18   | Deportes La Serena           | 12  | 17 | 2 | 6 | 9 | 20 | 33 | -13  |

|  | Qualification pour la seconde phase |
|  | T : Tenant du titre                 |

#### Matchs
| Résultats (▼dom., ►ext.)     | ANT | AUD | CLA | CSL | COL | IQU | SER | HUA | O'HI | PAL | RAN | SAW | UNI | ULC | USF | UCA | UCH | UCO |
| Club de Deportes Antofagasta |     |     |     |     | 1-2 |     | 2-1 | 3-0 | 2-3  | 0-1 |     |     |     | 2-1 |     | 2-2 | 2-4 |     |
| Audax Italiano               | 1-2 |     |     | 1-1 |     | 0-1 | 3-2 |     | 5-1  |     |     | 4-1 |     | 2-1 |     |     |     | 2-2 |
| Club de Deportes Cobreloa    | 3-1 | 1-2 |     | 3-0 |     |     |     |     |      |     | 0-1 | 2-4 |     |     | 2-1 | 4-3 | 0-1 | 3-1 |
| Club de Deportes Cobresal    | 3-1 |     |     |     |     |     | 2-2 |     |      | 0-1 |     | 2-1 | 2-1 |     |     | 2-2 | 1-2 | 1-1 |
| Colo Colo                    |     | 5-1 | 3-1 | 1-2 |     |     |     | 3-0 |      |     | 2-2 | 1-1 | 3-0 |     |     |     | 1-0 |     |
| Municipal Iquique            | 2-1 |     | 1-1 | 3-2 | 0-1 |     |     |     |      | 2-1 |     |     | 2-4 |     |     | 3-2 | 0-0 |     |
| Deportes La Serena           |     |     | 0-0 |     | 1-1 | 2-3 |     | 2-1 |      | 1-1 | 1-1 |     | 2-1 | 0-1 |     | 1-3 |     |     |
| Club Deportivo Huachipato    |     | 1-1 | 0-1 | 1-1 |     | 4-1 |     |     |      | 1-1 | 1-2 |     | 2-0 |     | 1-0 |     | 0-3 | 2-0 |
| Club Deportivo O'Higgins     |     |     | 1-0 | 1-2 | 1-1 | 0-1 | 2-1 | 2-4 |      |     |     | 1-1 | 1-3 |     |     |     |     | 4-1 |
| Club Deportivo Palestino     |     | 0-0 | 2-1 |     | 0-3 |     |     |     | 2-1  |     | 4-1 |     |     | 1-0 | 1-2 |     |     | 1-0 |
| CSD Rangers                  | 2-2 | 1-0 |     | 2-0 |     | 5-0 |     |     | 1-2  |     |     |     | 1-0 |     | 1-0 | 1-0 | 2-2 |     |
| Santiago Wanderers           | 0-1 |     |     |     |     | 2-1 | 1-1 | 1-1 |      | 2-3 | 2-2 |     |     | 2-0 |     |     | 2-2 | 3-1 |
| Unión Española               | 2-1 | 3-3 | 2-1 |     |     |     |     |     |      | 1-0 |     | 2-2 |     | 0-0 | 3-1 |     | 5-2 |     |
| Unión La Calera              |     |     | 1-0 | 1-1 | 1-1 | 1-1 |     | 0-2 | 0-0  |     | 2-2 |     |     |     | 1-3 |     |     |     |
| Unión San Felipe             | 2-1 | 1-3 |     | 0-0 | 2-1 | 1-2 | 3-0 |     | 1-1  |     |     | 1-0 |     |     |     | 0-1 |     |     |
| Universidad Católica         |     | 1-0 |     |     | 0-2 |     |     | 0-2 | 1-0  | 0-1 |     | 3-2 | 1-1 | 1-1 |     |     |     | 2-2 |
| Universidad de Chile         |     | 2-1 |     |     |     |     | 5-2 |     | 1-1  | 3-2 |     |     |     | 0-0 | 2-0 | 0-0 |     | 3-1 |
| CD Universidad de Concepción | 0-2 |     |     |     | 1-1 | 0-1 | 3-1 |     |      |     | 1-0 |     | 2-1 | 0-0 | 1-1 |     |     |     |

### Seconde phase
Quarts de finale :
| Équipe 1                 | Résultat | Équipe 2                  | Aller | Retour |
| ------------------------ | -------- | ------------------------- | ----- | ------ |
| Colo Colo                | 6 - 5    | Audax Italiano            | 2 - 0 | 4 - 5  |
| CF Universidad de Chile  | 1 - 4    | Unión Española            | 0 - 0 | 1 - 4  |
| Club Deportivo Palestino | 2 - 3    | Club Deportivo Huachipato | 1 - 1 | 1 - 2  |
| Municipal Iquique        | 0 - 2    | CSD Rangers               | 0 - 1 | 0 - 1  |

Demi-finales :
| Équipe 1                  | Résultat | Équipe 2       | Aller | Retour |
| ------------------------- | -------- | -------------- | ----- | ------ |
| Colo Colo                 | 1 - 5    | Unión Española | 0 - 3 | 0 - 2  |
| Club Deportivo Huachipato | 2 - 1    | CSD Rangers    | 1 - 0 | 1 - 1  |

Finale :
| Équipe 1       | Résultat      | Équipe 2                  | Aller | Retour |
| -------------- | ------------- | ------------------------- | ----- | ------ |
| Unión Española | 4 - 4 2-3 tab | Club Deportivo Huachipato | 3 - 1 | 1 - 3  |

### Classement cumulé
Un classement cumulé des deux tournois de l'année 2012 est effectué afin de déterminer à la fois la troisième équipe qualifiée pour la Copa Libertadores (par le biais du tour préliminaire) mais aussi les deux équipes reléguées.
| Rang | Équipe                       | Pts | J  | G  | N  | P  | Bp | Bc | Diff |
| ---- | ---------------------------- | --- | -- | -- | -- | -- | -- | -- | ---- |
| 1    | CF Universidad de ChileO     | 73  | 34 | 22 | 7  | 5  | 76 | 34 | +42  |
| 2    | Municipal Iquique            | 65  | 34 | 19 | 8  | 7  | 54 | 41 | +13  |
| 3    | Colo Colo                    | 59  | 34 | 16 | 11 | 7  | 54 | 35 | +19  |
| 4    | Club Deportivo O'Higgins     | 55  | 34 | 16 | 7  | 11 | 53 | 42 | +11  |
| 5    | CD Universidad Católica      | 53  | 34 | 14 | 11 | 9  | 55 | 40 | +15  |
| 6    | Unión Española               | 51  | 34 | 15 | 6  | 13 | 66 | 56 | +10  |
| 7    | Club Deportivo Palestino     | 48  | 34 | 14 | 6  | 14 | 36 | 44 | -8   |
| 8    | CSD Rangers                  | 48  | 34 | 13 | 9  | 12 | 44 | 44 | 0    |
| 9    | Club Deportivo HuachipatoC   | 48  | 34 | 13 | 9  | 12 | 48 | 49 | -1   |
| 10   | Club de Deportes Cobreloa    | 43  | 34 | 13 | 4  | 17 | 46 | 49 | -3   |
| 11   | Audax Italiano               | 43  | 34 | 11 | 10 | 13 | 53 | 58 | -5   |
| 12   | Santiago Wanderers           | 39  | 34 | 10 | 9  | 15 | 55 | 58 | -3   |
| 13   | Unión La Calera              | 39  | 34 | 8  | 15 | 11 | 32 | 36 | -4   |
| 14   | Club de Deportes Antofagasta | 37  | 34 | 10 | 7  | 17 | 36 | 49 | -13  |
| 15   | CD Universidad de Concepción | 36  | 34 | 8  | 12 | 14 | 40 | 55 | -15  |
| 16   | Club de Deportes Cobresal    | 35  | 34 | 8  | 11 | 15 | 39 | 64 | -25  |
| 17   | Unión San Felipe             | 34  | 34 | 8  | 10 | 16 | 31 | 42 | -11  |
| 18   | Deportes La Serena           | 31  | 34 | 7  | 10 | 17 | 44 | 66 | -22  |

|  | Qualification pour la Copa Libertadores 2013                         |
|  | Qualification pour le tour préliminaire de la Copa Libertadores 2013 |
|  | Participation au barrage de promotion-relégation                     |
|  | Relégation directe en Segunda División                               |
|  | O : Vainqueur du tournoi Ouverture C : Vainqueur du tournoi Clôture  |

#### Barrage de promotion-relégation
Les 15e et 16e de Primera Division affrontent les 3e et 4e de Segunda Division pour déterminer les deux derniers clubs participant à la prochaine saison.
| Équipe 1                     | Résultat | Équipe 2                     | Aller | Retour |
| ---------------------------- | -------- | ---------------------------- | ----- | ------ |
| Club de Deportes Cobresal    | 4 - 3    | AC Barnechea (D2)            | 1 - 3 | 3 - 0  |
| CD Universidad de Concepción | 1 - 4    | Everton de Viña del Mar (D2) | 0 - 1 | 1 - 3  |

## Bilan du tournoi
| Championnat du Chili de football 2012 |                                       |
| Champion                              | Club Deportivo Huachipato (2e titre)  |
| Qualifications continentales          |                                       |
| Copa Libertadores 2013                | CF Universidad de Chile               |
| Copa Libertadores 2013                | Club Deportivo Huachipato             |
| Copa Libertadores 2013                | Municipal Iquique (tour préliminaire) |
| Promotions et relégations             |                                       |
| Promus en Primera División            | Everton de Viña del Mar               |
| Promus en Primera División            | Club Deportivo San Marcos de Arica    |
| Promus en Primera División            | Deportivo Ñublense                    |
| Relégués en Segunda División          | Union San Felipe                      |
| Relégués en Segunda División          | Deportes La Serena                    |
| Relégués en Segunda División          | CD Universidad de Concepción          |